# Alexandr Podrabinek
Alexandr Pinchosovič Podrabinek (rusky Александр Пинхосович Подраби́нек; narozen 8. srpna 1953 Elektrostal) je ruský a sovětský disident, novinář a komentátor. Za Sovětského svazu bojoval za lidská práva, zejména proti politickému zneužívání psychiatrie. Za vydání své knihy Trestná medicína v ruštině a angličtině byl vyhoštěn a poté poslán na nucené práce.
V roce 1987, kdy byl ještě nucen žít mimo Moskvu ve vnitřním vyhnanství, se Podrabinek stal zakladatelem a šéfredaktorem týdeníku Expres kronika. V 90. letech založil a vedl informační agenturu Prima. Poté pracoval mimo jiné pro noviny Novaja gazeta, web Ježedněvnyj Žurnal a ruské oddělení Radio France Internationale a Rádia Svoboda.